# 위너-호프 방법
위너-호프 방법(영어: Wiener–Hopf method)은 응용수학에서 널리 사용되는 수학적 기법이다. 이 방법은 원래 노버트 위너와 에버하르트 호프에 의해 적분 방정식 시스템을 푸는 방법으로 개발되었지만, 동일한 경계에서 혼합된 경계 조건을 가진 2차원 편미분 방정식을 푸는 데 더 널리 사용되고 있다. 일반적으로 이 방법은 변환된 함수의 복소해석학적 속성을 활용하여 작동한다. 일반적으로 표준 푸리에 변환이 사용되지만, 멜린 변환과 같은 다른 변환을 사용하는 예도 있다.
일반적으로 지배 방정식과 경계 조건이 변환되고, 이 변환들은 한 쌍의 복소 함수(일반적으로 '+' 및 '−' 첨자로 표시됨)를 정의하는 데 사용된다. 이 함수들은 각각 복소평면의 위쪽 및 아래쪽 절반에서 해석 함수이며, 이 영역에서 다항식보다 빠르게 성장하지 않는다. 이 두 함수는 또한 복소평면의 일부 영역, 일반적으로 실직선을 포함하는 얇은 띠에서 일치할 것이다. 해석적 연속은 이 두 함수가 전체 복소평면에서 하나의 함수 해석을 정의함을 보장하며, 리우빌 정리는 이 함수가 알려지지 않은 다항식임을 의미하며, 이는 종종 0이거나 상수이다. 경계의 가장자리와 모서리에서의 조건 분석을 통해 이 다항식의 차수를 결정할 수 있다.

## 위너-호프 분해
위너-호프 방법에서 나타나는 기본 방정식은 다음과 같은 형태를 가진다.
{\displaystyle A(\alpha )\Xi _{+}(\alpha )+B(\alpha )\Psi _{-}(\alpha )+C(\alpha )=0,}
여기서 {\displaystyle A}, {\displaystyle B}, {\displaystyle C}는 알려진 정칙 함수이고, 함수 {\displaystyle \Xi _{+}(\alpha )}, {\displaystyle \Psi _{-}(\alpha )}는 미지수이며, 이 방정식은 복소평면 {\displaystyle \alpha } 평면의 띠 {\displaystyle \tau _{-}<{\mathfrak {Im}}(\alpha )<\tau _{+}}에서 성립한다. {\displaystyle \Xi _{+}(\alpha )}, {\displaystyle \Psi _{-}(\alpha )}를 찾는 것을 위너-호프 문제라고 한다.
많은 위너-호프 문제에서 핵심 단계는 임의의 함수 {\displaystyle \Phi }를 위에서 설명한 원하는 속성을 가진 두 함수 {\displaystyle \Phi _{\pm }}로 분해하는 것이다. 일반적으로 이는 다음과 같이 작성하여 수행할 수 있다.
{\displaystyle \Phi _{+}(\alpha )={\frac {1}{2\pi i}}\int _{C_{1}}\Phi (z){\frac {dz}{z-\alpha }}}
그리고
{\displaystyle \Phi _{-}(\alpha )=-{\frac {1}{2\pi i}}\int _{C_{2}}\Phi (z){\frac {dz}{z-\alpha }},}
여기서 {\displaystyle C_{1}}과 {\displaystyle C_{2}} 윤곽선은 실선에 평행하지만, 각각 점 {\displaystyle z=\alpha } 위와 아래를 통과한다.
유사하게, 임의의 스칼라 함수는 먼저 로그를 취한 다음 합 분해를 수행하여 +/− 함수의 곱, 즉 {\displaystyle K(\alpha )=K_{+}(\alpha )K_{-}(\alpha )}로 분해될 수 있다. 행렬 함수의 곱 분해(탄성파와 같은 결합된 다중 모드 시스템에서 발생)는 로그가 잘 정의되지 않고 어떤 분해도 비가환적일 것으로 예상될 수 있으므로 훨씬 더 문제가 된다. 교환 가능한 분해의 작은 하위 클래스는 크랍코프에 의해 얻어졌으며, 다양한 근사 방법도 개발되었다.

## 예시
다음 선형 편미분 방정식을 고려하자.
{\displaystyle {\boldsymbol {L}}_{xy}f(x,y)=0,}
여기서 {\displaystyle {\boldsymbol {L}}_{xy}}는 x와 y에 대한 미분을 포함하는 선형 연산자이며, 주어진 함수 g(x)에 대해 y = 0에서의 혼합 조건이 적용된다.
{\displaystyle f=g(x){\text{ for }}x\leq 0,\quad f_{y}=0{\text{ when }}x>0}
그리고 무한대에서 감소한다. 즉, {\displaystyle {\boldsymbol {x}}\rightarrow \infty }일 때 f → 0이다.
x에 대한 푸리에 변환을 수행하면 다음 상미분 방정식이 된다.
{\displaystyle {\boldsymbol {L}}_{y}{\widehat {f}}(k,y)-P(k,y){\widehat {f}}(k,y)=0,}
여기서 {\displaystyle {\boldsymbol {L}}_{y}}는 y 미분만을 포함하는 선형 연산자이고, P(k,y)는 y와 k의 알려진 함수이며,
{\displaystyle {\widehat {f}}(k,y)=\int _{-\infty }^{\infty }f(x,y)e^{-ikx}\,{\textrm {d}}x.}
무한대에서 필요한 감쇠를 만족하는 이 상미분 방정식의 특정 해가  F(k,y)로 표시된다면, 일반 해는 다음과 같이 작성될 수 있다.
{\displaystyle {\widehat {f}}(k,y)=C(k)F(k,y),}
여기서 C(k)는 y=0에서의 경계 조건에 의해 결정될 미지 함수이다.
핵심 아이디어는 {\displaystyle {\widehat {f}}}를 각각 복소평면의 하반부와 상반부에서 해석적인 두 개의 분리된 함수 {\displaystyle {\widehat {f}}_{+}}와 {\displaystyle {\widehat {f}}_{-}}로 분리하는 것이다.
{\displaystyle {\widehat {f}}_{+}(k,y)=\int _{0}^{\infty }f(x,y)e^{-ikx}\,{\textrm {d}}x,}
{\displaystyle {\widehat {f}}_{-}(k,y)=\int _{-\infty }^{0}f(x,y)e^{-ikx}\,{\textrm {d}}x.}
경계 조건은 다음과 같이 주어진다.
{\displaystyle {\widehat {g\,}}(k)+{\widehat {f}}_{+}(k,0)={\widehat {f}}_{-}(k,0)+{\widehat {f}}_{+}(k,0)={\widehat {f}}(k,0)=C(k)F(k,0)}
그리고 {\displaystyle y}에 대해 미분하면,
{\displaystyle {\widehat {f}}'_{-}(k,0)={\widehat {f}}'_{-}(k,0)+{\widehat {f}}'_{+}(k,0)={\widehat {f}}'(k,0)=C(k)F'(k,0).}
{\displaystyle C(k)}를 소거하면 다음이 나온다.
{\displaystyle {\widehat {g\,}}(k)+{\widehat {f}}_{+}(k,0)={\widehat {f}}'_{-}(k,0)/K(k),}
여기서
{\displaystyle K(k)={\frac {F'(k,0)}{F(k,0)}}.}
이제 {\displaystyle K(k)}는 각각 상반부와 하반부 평면에서 해석적인 함수 {\displaystyle K^{-}}와 {\displaystyle K^{+}}의 곱으로 분해될 수 있다.
정확히 말하면, {\displaystyle K(k)=K^{+}(k)K^{-}(k),} 여기서
{\displaystyle \log K^{-}={\frac {1}{2\pi i}}\int _{-\infty }^{\infty }{\frac {\log(K(z))}{z-k}}\,{\textrm {d}}z,\quad \operatorname {Im} k>0,}
{\displaystyle \log K^{+}=-{\frac {1}{2\pi i}}\int _{-\infty }^{\infty }{\frac {\log(K(z))}{z-k}}\,{\textrm {d}}z,\quad \operatorname {Im} k<0.}
(이는 때때로 {\displaystyle k\rightarrow \infty }일 때 {\displaystyle K}가 {\displaystyle 1}로 수렴하도록 {\displaystyle K}를 스케일링하는 것을 포함한다.) 또한 {\displaystyle K^{+}{\widehat {g\,}}}를 각각 하반부와 상반부 평면에서 해석적인 두 함수 {\displaystyle G^{+}}와 {\displaystyle G^{-}}의 합으로 분해한다. 즉,
{\displaystyle K^{+}(k){\widehat {g\,}}(k)=G^{+}(k)+G^{-}(k).}
이것은 {\displaystyle K(k).}를 인수분해하는 것과 같은 방식으로 수행할 수 있다.
결과적으로,
{\displaystyle G^{+}(k)+K_{+}(k){\widehat {f}}_{+}(k,0)={\widehat {f}}'_{-}(k,0)/K_{-}(k)-G^{-}(k).}
이제 위 방정식의 좌변은 하반부 평면에서 해석적이고, 우변은 상반부 평면에서 해석적이므로, 해석적 연속은 각각의 반평면에서 좌변 또는 우변과 일치하는 전체 함수의 존재를 보장한다. 더 나아가, 위 방정식의 양변의 함수가 큰 k에서 감소하는 것으로 나타날 수 있으므로, 리우빌 정리를 적용하면 이 전체 함수가 항등적으로 0임을 알 수 있다. 따라서
{\displaystyle {\widehat {f}}_{+}(k,0)=-{\frac {G^{+}(k)}{K^{+}(k)}},}
그리고
{\displaystyle C(k)={\frac {K^{+}(k){\widehat {g\,}}(k)-G^{+}(k)}{K^{+}(k)F(k,0)}}.}

## 같이 보기
- 위너 필터
- 리만-힐베르트 문제

## 내용주
1. ↑  Noble 1958, §4.2.
2. ↑  Noble 1958, Chapter 1.